# The Safety Dance
Singles de Men Without Hats
I Like
(1982) I Got the Message
(1983)
The Safety Dance est une chanson interprétée par le groupe canadien de musique new wave Men Without Hats, écrite et composée par son chanteur Ivan Doroschuk. Sortie en single en 1982 au Canada, elle est extraite de l'album Rhythm of Youth.
Il s'agit du plus grand succès commercial du groupe. Au Canada, la chanson culmine à la 11e place du Top Singles de RPM en mai 1983. Sortie en mars 1983 aux États-Unis, elle atteint le 3e rang du Billboard Hot 100  et la 1re place au Cash Box et au Billboard Dance Chart. Le succès gagne ensuite l'Europe, l'Afrique du Sud et l'Océanie.

## Signification de la chanson
Le compositeur et parolier Ivan Doroschuk expliqua que The Safety Dance est une chanson de protestation contre les vigiles qui interdisaient le pogo lors des concerts de new wave, dans les clubs, alors que le disco disparaissait. Le pogo diffère de la danse associée au disco par l'individualité du danseur et la violence qui peut en découler. Pour une personne non-informée, cela peut paraître dangereux, voire l'être (le slam en étant la forme la plus dangereuse). Les vigiles s'y opposaient donc et séparaient les danseurs, voire les renvoyaient du club. En cela, cette chanson appelle à la liberté d'expression et à la liberté en général.
Doroschuk démentit deux mythes concernant son œuvre. Premièrement, ce n'est un pas un appel au sexe sans protection. Le parolier insista sur le fait que c'était lire trop loin, en somme : déformer ses paroles. Ensuite, il ne s'agit pas là d'un titre de protestation anti-nucléaire, malgré les images de missiles nucléaires à la fin du clip vidéo. Doroschuk précisa qu'il considérait Men Without Hats comme un groupe punk rejetant toute forme d'autorité mais qui apparaissait souvent comme étant le groupe d'un succès sans lendemain, bien qu'il connut un autre succès international avec Pop Goes the World (en) en 1987,,.

## Clip vidéo
Le clip a été filmé dans le village de West Kington, situé dans le Wiltshire en Angleterre, par Tim Pope. Il met en scène Ivan Doroschuk, seul membre du groupe présent dans le clip, accompagné d'un nain et d'une jeune femme virevoltante en train d'arriver dans un village en fête où l'imagerie associée au folklore britannique est à l'honneur avec une Morris dance, les marionnettes Punch et Judy, un arbre de mai (Maypole). L'acteur nain Mike Edmonds (en) porte un costume de bouffon et un t-shirt à l'image de la pochette de l'album Rhythm of Youth. La jeune femme, dont l'identité est longtemps restée inconnue, est Louise Court (en), une journaliste britannique qui est devenue rédactrice en chef du magazine Cosmopolitan au Royaume-Uni,. À plusieurs reprises Louise Court et Ivan Doroschuk positionnent leurs bras pour former la lettre S, initiale de safety.

## Liste des titres

### Version maxi
1. "The Safety Dance" (Extended Version)
2. "I Got the Message"
3. "Antarctica"

### Version single
1. "The Safety Dance"
2. "Security"

### Version maxi promo
1. "The Safety Dance" (Extended Club Mix)
2. "Antarctica"

## Classements
| Classement (1983-1984)                  | Meilleure position |
| --------------------------------------- | ------------------ |
| Afrique du Sud (Springbok Radio)        | 1                  |
| Allemagne (Media Control AG)            | 2                  |
| Australie (Kent Music Report)           | 5                  |
| Autriche (Ö3 Austria Top 40)            | 7                  |
| Belgique (Flandre Ultratop 50 Singles)  | 10                 |
| Belgique (Flandre VRT Top 30)           | 12                 |
| Canada (50 Singles)                     | 11                 |
| Canada (CHUM)                           | 12                 |
| États-Unis (Billboard Hot 100)          | 3                  |
| États-Unis (Cash Box)                   | 1                  |
| États-Unis (Hot Dance Club Play)        | 1                  |
| États-Unis (Hot Mainstream Rock Tracks) | 21                 |
| France (SNEP)                           | 64                 |
| Irlande (IRMA)                          | 3                  |
| Norvège (VG-lista)                      | 3                  |
| Nouvelle-Zélande (RMNZ)                 | 2                  |
| Pays-Bas (Nederlandse Top 40)           | 29                 |
| Pays-Bas (Single Top 100)               | 23                 |
| Royaume-Uni (UK Singles Chart)          | 6                  |
| Suède (Sverigetopplistan)               | 3                  |
| Suisse (Schweizer Hitparade)            | 4                  |

| Classement (1983)                | Position |
| -------------------------------- | -------- |
| Afrique du Sud (Springbok Radio) | 11       |
| Australie (Kent Music Report)    | 23       |
| Canada (Top 100 Singles)         | 77       |
| États-Unis (Billboard Hot 100)   | 35       |
| États-Unis (Cash Box)            | 15       |

| Classement (1969–1989)           | Position |
| -------------------------------- | -------- |
| Afrique du Sud (Springbok Radio) | 24       |

| Classement (1964–1996)         | Meilleure position |
| ------------------------------ | ------------------ |
| Canada (Top 100 Cancon Tracks) | 26                 |

| Pays              | Certification | Date              | Ventes certifiées |
| ----------------- | ------------- | ----------------- | ----------------- |
| Canada (CRIA)     | Or            | 1er octobre 1983  | 5 000             |
| Royaume-Uni (BPI) | Argent        | 1er novembre 1983 | 200 000           |

## Reprises et utilisations dans les médias
- En 1996, la chanson est utilisée dans le film Bio-Dome.
- En 2011, elle a été utilisée dans une campagne de pub pour la boisson Ice Tea. La même année, on peut également l'entendre dans le film Une soirée d'enfer avec Topher Grace.
- La chanson a été reprise par les acteurs de la série télévisée Glee[38], elle est aussi utilisée dans la série télévisée Scrubs.
- Les groupes Big Daddy, Status Quo, Trans-X l'ont, entre autres, enregistrée à leur tour, tandis que "Weird Al" Yankovic l'a parodiée sous le titre The Brady Bunch[39].
- Chanson présente dans le court métrage de Théodore Ushev (Canada, 2019, 30 min).
- C'est la chanson finale du dernier épisode de la 3ème saison de la série La Faille (série télévisée).